# 1964 dans les parcs de loisirs
| Années des parcs de loisirs : 1961 - 1962 - 1963 - 1964 - 1965 - 1966 - 1967    |
| Décennies des parcs de loisirs : 1930 - 1940 - 1950 - 1960 - 1970 - 1980 - 1990 |

## Parcs d'attractions

### Ouverture
- Juegos Mecánicos de Chapultepec ( Mexique) (aujourd'hui connu sous le nom La Feria Chapultepec Mágico)
- SeaWorld San Diego ( États-Unis)
- Universal Studios Hollywood ( États-Unis)
- Nagashima Spa Land ( Japon)
- Yomiuri Land ( Japon)

### Fermeture
- Freedomland USA (en) ( États-Unis)
- Steeplechase Park ( États-Unis)

## Attractions

### Montagnes russes
| Nom          | Type/Modèle             | Constructeur                   | Parc                        | Pays       |
| ------------ | ----------------------- | ------------------------------ | --------------------------- | ---------- |
| Blue Streak  | Bois                    | Philadelphia Toboggan Company  | Cedar Point                 | États-Unis |
| Düsenspirale | Assise                  | Anton Schwarzkopf              | Prater de Vienne            | Autriche   |
| Jet Coaster  | Métal                   | Togo                           | Nagashima Spa Land          | Japon      |
| Jetstream    | Bois                    | Philadelphia Toboggan Company  | Riverview Park              | États-Unis |
| Mad Mouse    | Wild Mouse              | Allan Herschell Company        | Cliff's Amusement Park (en) | États-Unis |
| Montaña Rusa | Bois à anneau de Möbius | National Amusement Device (en) | La Feria Chapultepec Mágico | Mexique    |
| Mr Twister   | Bois                    | Philadelphia Toboggan Company  | Elitch Gardens              | États-Unis |
| Ratón Loco   | Wild Mouse              | Allan Herschell Company        | La Feria Chapultepec Mágico | Mexique    |
| Wild Mouse   | Wild Mouse              | B. A. Schiff & Associates      | Dorney Park                 | États-Unis |

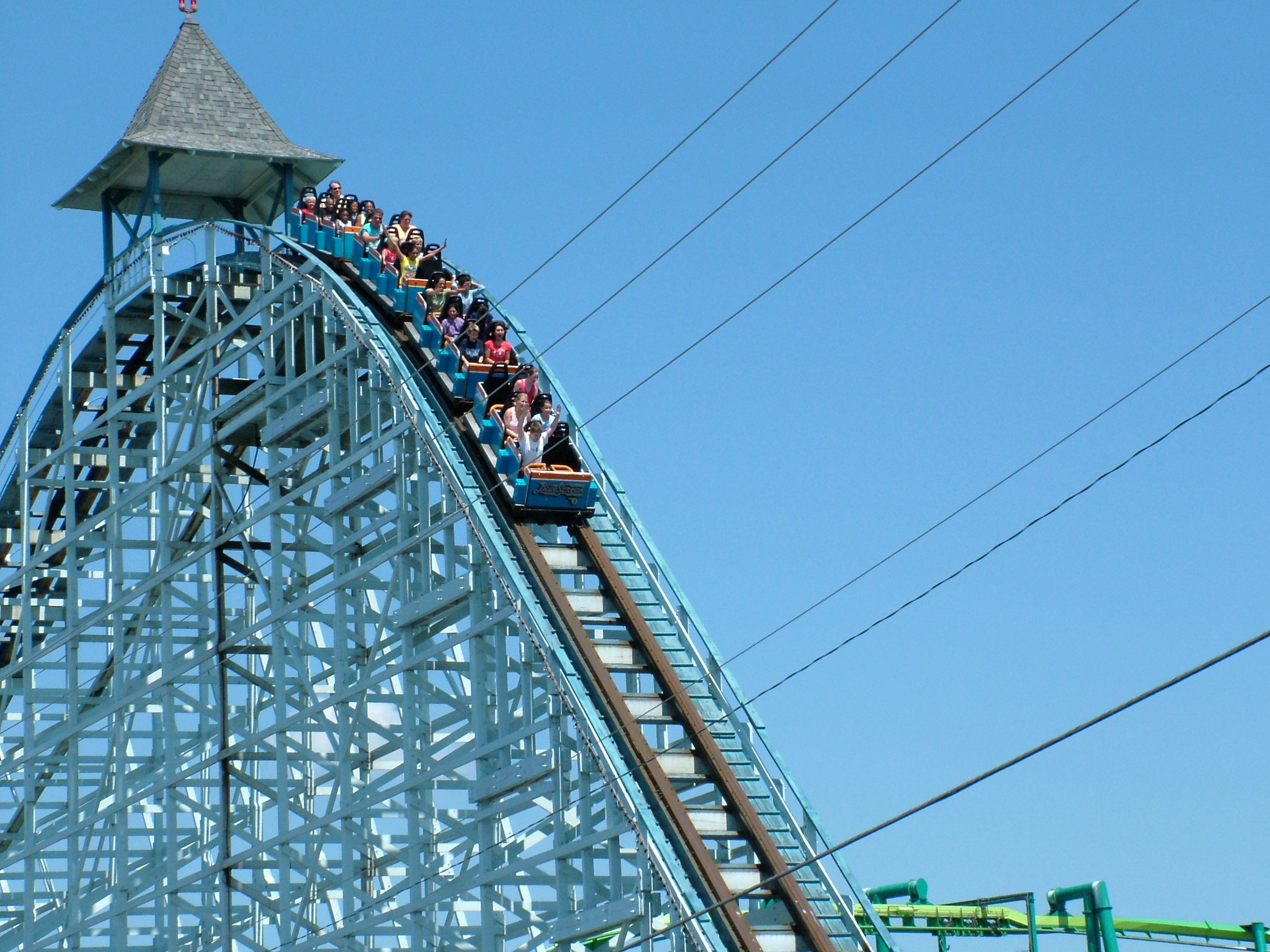
Blue Streak à Cedar Point
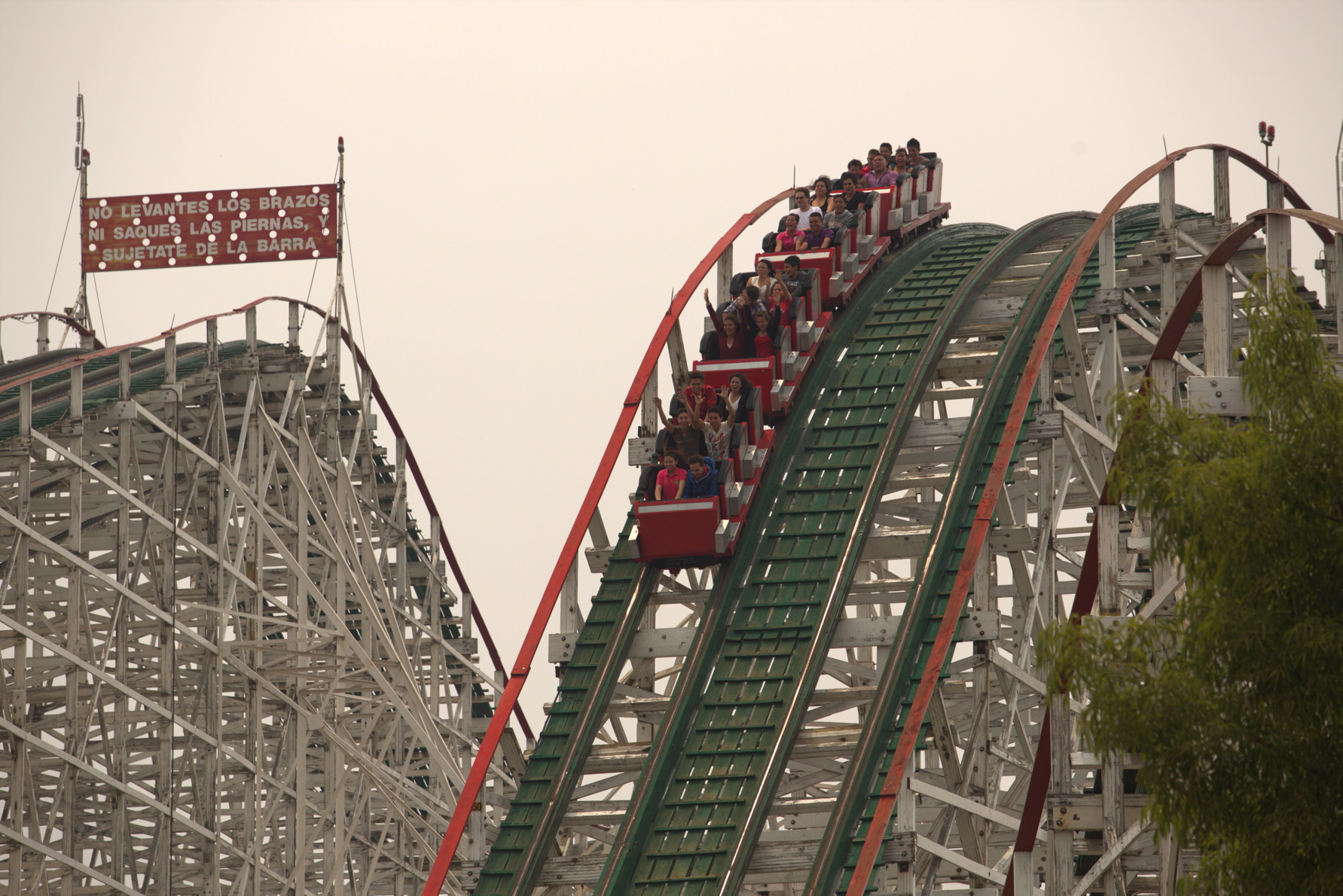
Montaña Rusa à La Feria Chapultepec Mágico
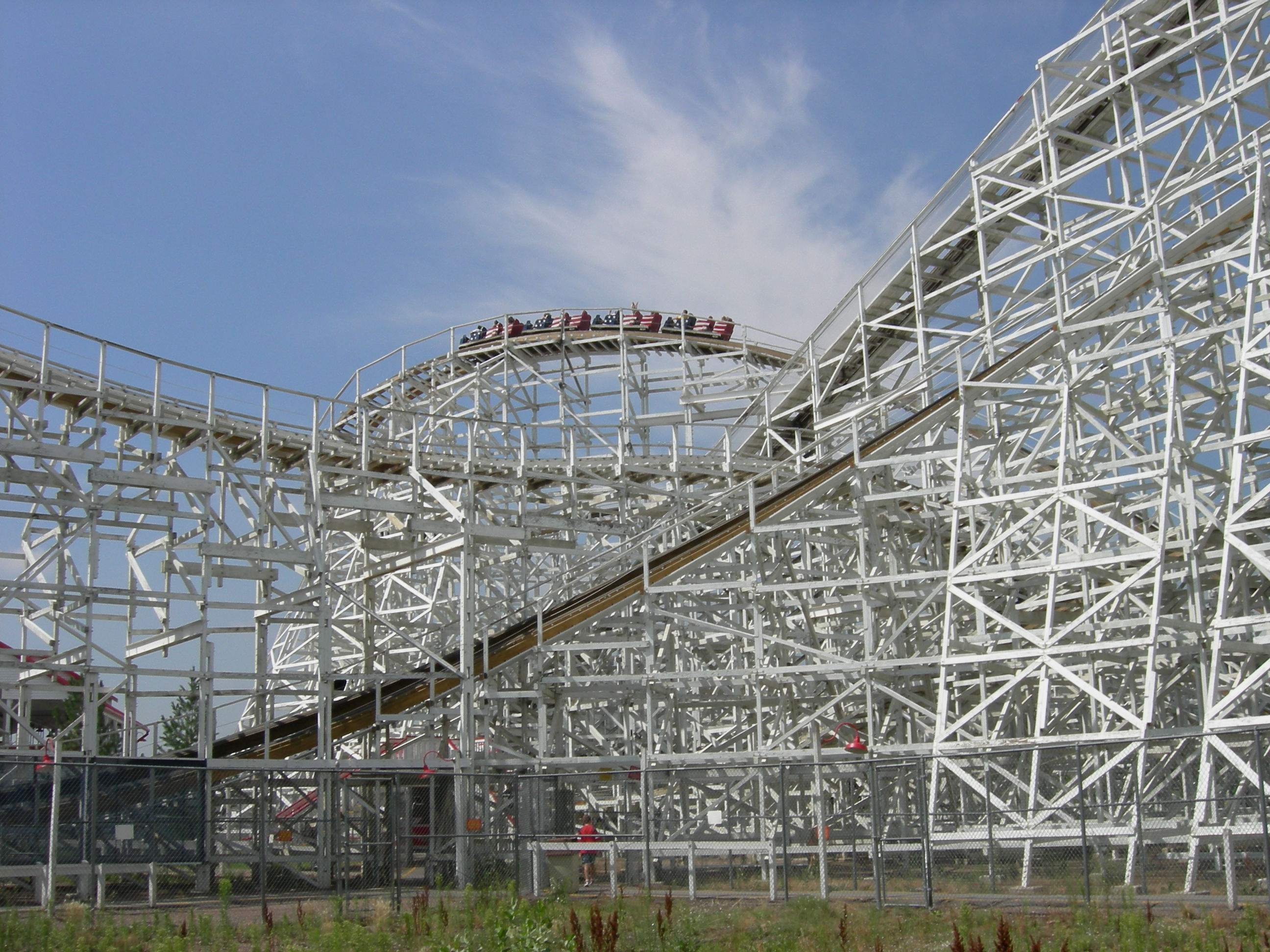
Mr Twister à Elitch Gardens
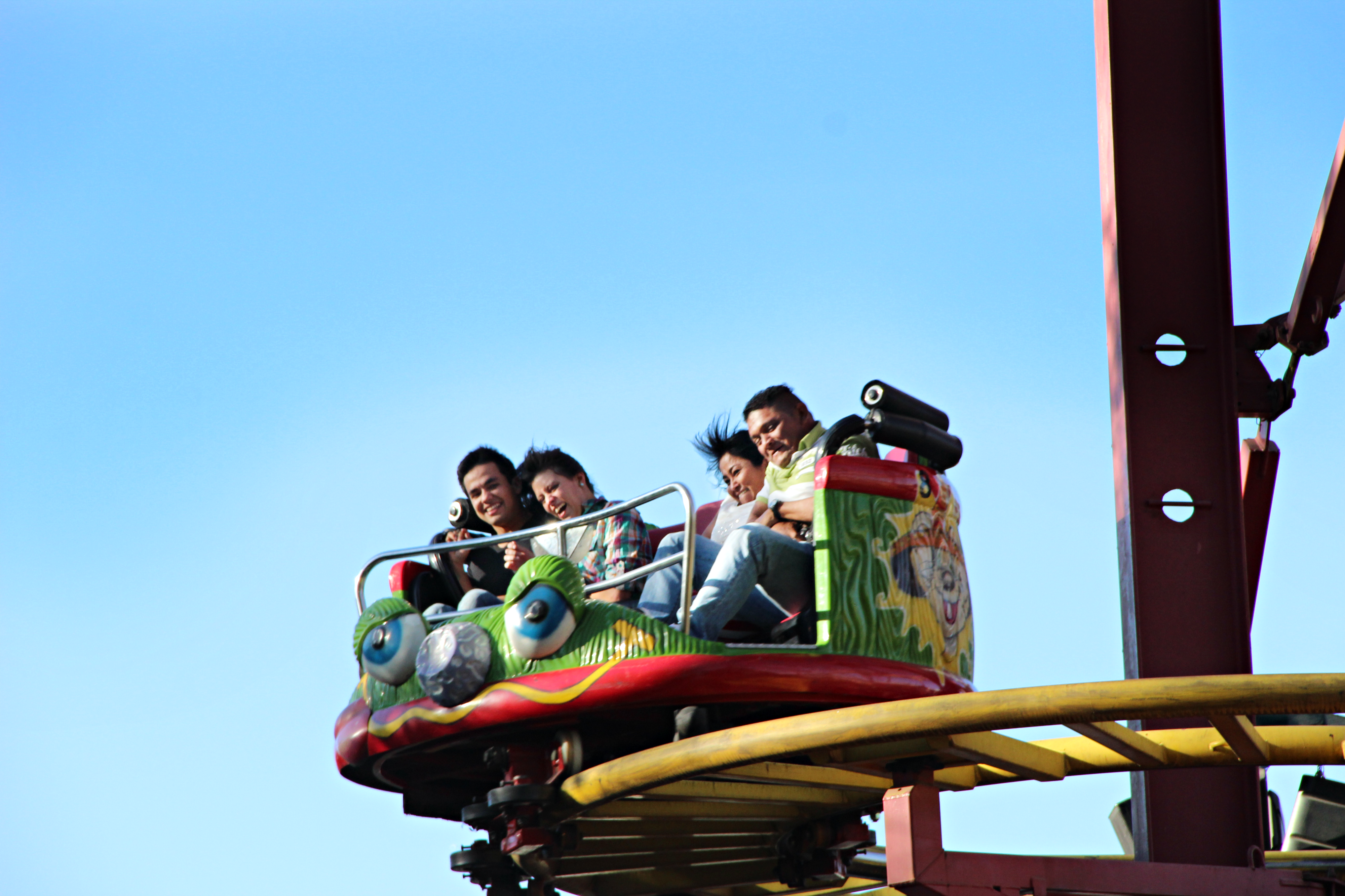
Ratón Loco à La Feria Chapultepec Mágico

### Autres attractions
WED Enterprises réalise quatre pavillons de la Foire internationale de New York 1964-1965. Tout ou partie de ces pavillons ont été réutilisés par la suite à Disneyland.
| Nom               | Type / Modèle   | Constructeur | Parc                 | Pays       |
| ----------------- | --------------- | ------------ | -------------------- | ---------- |
| Speelunker's Cave | Barque scénique |              | Six Flags Over Texas | États-Unis |

#### Nouveau thème
| Nom        | Type / Modèle | Constructeur                               | Parc        | Pays       | Anciennement |
| ---------- | ------------- | ------------------------------------------ | ----------- | ---------- | ------------ |
| Lost River | Old Mill      | Philadelphia Toboggan Company / Bill Tracy | Hersheypark | États-Unis | Mill Chute   |

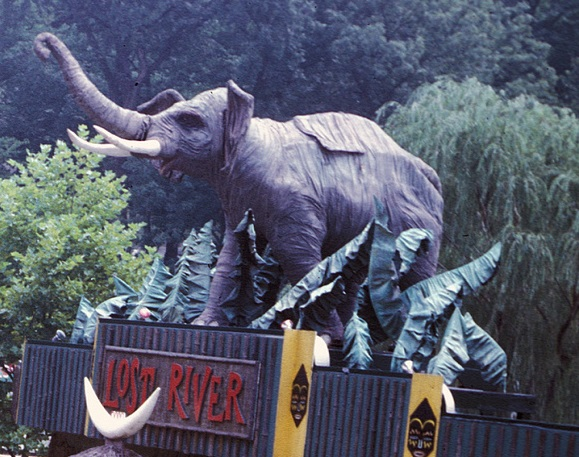
Lost River à Hersheypark